# Рудий Олексій Миколайович
Рудий Олексій Миколайович (19 серпня 1952, Томськ, СРСР) — радянський і російський геоморфолог, гляціолог, географ. Доктор географічних наук (з 1995), професор (з 1998), дійсний член Російського географічного товариства,  член гляціологічних і селевих товариств, Комісії з континентальної палеогідрології Міжнародного союзу з вивчення четвертинного періоду, почесний працівник вищої професійної освіти Російської Федерації. Фундатор наукових досліджень четвертинної гляціогідрології, автор теорії делювіального морфолітогенеза.

## Біографія
Олексій Миколайович Рудий народився 19 серпня 1952 року в Томську, Росія в родині радянських КДБ-істів. Його батько, Микола Олексійович (1919—2002), з родини робітника, закінчив Дніпропетровський вищий інститут освіти. Під час німецько-радянської війни командував артилерійським батальоном, з 1944 року служив у СМЕРШі на Західній Україні. Після війни закінчив академію МВС. Вийшов у запас у званні полковника, ветеран МВС СРСР. Мати, Тамара Миколаївна Руда (до шлюбу Курушина) (1924—2003), з сім'ї службовців. 1941 року з 10-го класу за комсомольським набором була направлена радисткою до партизанського загону під Волоколамськом. Після війни служила в органах держбезпеки, була чемпіонкою Томської області зі стрільби із гвинтівки, ветеран КДБ.
Олексій Миколайович після закінчення школи № 6 з поглибленим навчанням німецької мови вступив на геолого-географічний факультет Томського державного університету, де під науковим керівництвом професора Земцова О. О. захистив дипломну роботу на тему «Геоморфологія середньої частини басейну річки Ванкарем (Східна Чукотка) у зв'язку з розсипною золотоносністю».
Пропрацювавши майже рік інженером-геологом (на вишукуванні під будівництво майданчиків Сибірського хімічного комбінату, різних авіаоб'єктів та ін.), він був запрошений до проблемної науково-дослідної лабораторії гляціокліматології Томського університету, створену сибірським гляціологом, лауреатом сталінської премії, професором М. В. Троновим.
Закінчивши аспірантуру у відділі гляціології Інституту географії РАН під керівництвом М. Г. Гросвальда за спеціальністю «гідрологія суші, водні ресурси, гідрохімія (гляціологія)», почав серйозно займатися різними питаннями гляціальної геоморфології і загальної гляціології.

### Родина
Діти:
- Донька, Руда Наталія Олексіївна (1976), закінчила Томську гімназію № 6 і Томський державний університет, кафедра ботаніки, кандидат біологічних наук, старший науковий співробітник Інституту археології та етнографії Сибірського відділення РАН у місті Новосибірськ[4].
- Син, Рудий Олексій Олексійович (1993—2005), школярем розбився на скелях острова Ольхон на озері Байкал.

Сестра:
- Барковська Наталія Миколаївна (1949—1975), закінчила томську школу № 6, факультет іноземних мов Томського державного педагогічного університету, була вчителькою німецької мови, загинула в автокатастрофі.

## Основні напрями наукової та педагогічної діяльності

### Головні наукові інтереси
Льодовикова геоморфологія і геологія гірських країн, четвертинна палеогеографія, палеогляциология і палеогідрологія, загальні питання гляціології та фізичної географії, методика викладання природознавства у вищих навчальних закладах.
Працював експертом (1998-2002) в програмі Міжнародного екологічного фонду за проектом ЮНЕСКО «Об'єкти Всесвітньої природної спадщини»«Алтай — Золоті гори» (зокрема, по території плоскогір'я Укок).
Є членом науково-експертної ради Комітету з цивільної оборони і надзвичайних ситуацій Адміністрації Томської області (з 2010 р.).
Науковий керівник і відповідальний виконавець (з 1991 р.) проектів за грантами НАСА, РФФД, ДААД, Deutsche Forschungsgemeinschaft, European Science Foundation, WWF, Британського Королівського товариства та ін.

### Викладацька робота
З 1975 року Рудою розробив і веде лекції з картографії, загальної і динамічній геології, загальної геоморфології, загальною гляціології і мерзлотоведению, практичні заняття з методів географічних досліджень та з картографічного креслення і малювання, спецкурси з палеогеографії четвертинного періоду, теорії катастроф, флювиальной геоморфології, гляциальной геоморфології, геології розсипів та ін. для студентів і магістрантів різних університетів Росії та світу. Здійснює керівництво курсовими та дипломними роботами студентів-географів, аспірантами і докторантами, а також навчальними і виробничими польовими практиками з фізичної географії. Куратор і автор навчальних планів магістратури за геоморфології в Томському державному університеті.
Читав і читає лекційні спецкурси та семінари з сучасних проблем фізичної географії в Томському обласному інституті вчителя, в Ховдском філії Монгольського держуніверситету, в Томському державному університеті та в Алтайському державному університеті, за флювиальной геоморфології і палеогляциологии в університетах Аугсбурга (ФРН) і Цюріха (Швейцарія).
Розробив навчальні плани за двома географічними спеціальностями Томського державного педагогічного університету: географія-біологія та географія-історія, за якими в даний час навчаються студенти-географи педагогічного університету. Він є організатором географічної освіти в ТГПУ, першим завідувачем створеної ним кафедри загальної географії і раціонального природокористування і першим деканом організованого ним географічного факультету (з 1990 року).

## Експедиції
- 1971 — Гірський Алтай, студент, маршрутний та гірничий робітник;
- 1972 — Евенкія, Тунгуське трапповое плато, басейни північних приток Підкам'яної Тунгуски, студент, технік-геолог, геоморфологічна зйомка 200-тисячного масштабу;
- 1973 — Східна Чукотка, студент, технік-геолог, геолого-розвідувальні роботи на россыпное золото, геоморфологічна зйомка;
- 1974-1975 — Західна Сибір, інженер-геолог, інженерно-геологічні вишукування на території Західного Сибіру;
- 1976 — Експедиційна екскурсія в льодовикових районах Тянь-Шаню, де вивчалися геологічні сліди проривів сучасних прильодовикових озер;
- 1975-2009 — Гірський Алтай, начальник геоморфологічного і гляциологического загонів, начальник експедицій;
- 1977-1978 — Східна Антарктида, науковий похід на Купол «З»[en][11], міжнародна експедиція АН СРСР, молодший науковий співробітник-гляціолог;
- 1981-1982 — Східна Антарктида, науковий похід на Купол «В», гляціологічні дослідження на станціях Молодіжна, Мирний, Схід. Експедиція АН СРСР, науковий співробітник-гляціолог;
- 1983 — Памір, Гірський Бадахшан, Памирская експедиція АН СРСР, гляціолог, роботи в області абляції, льодовик Ведмежий (долина Ванч).

У цій памірський експедиції Рудою виконав геолого-геоморфологічні маршрути по долині Ванч до льодовика Абдукагор, піднявся по льодовику Російського Географічного товариства, досліджував долину р. Дустироз, а також зробив кілька спроб проникнути в гроти під пульсуючий льодовик Ведмежий з метою вивчення та діагностики геологічних слідів систематичного виникнення сучасних льодовиково-подпрудних озер вище льодовика Російського Географічного товариства, а також слідів їх проривів. Удвох з гидрологом В. Пиловим з МДУ він досліджував фирновую зону верхів'їв Абдукагора, а також, у складі гляциологического загону ІГ РАН, спостерігав гляциотектонические зміни поверхні готується до чергового серджу льодовика Ведмежий.
- 1986 — Експедиційна екскурсія в Забайкаллі. Разом з колегами, геологами та археологами, обговорювалася проблема походження потужних ритмичнослоистых товщ забайкальських пісків;
- 1994 (травень) — Географічні екскурсії спільно з відомим сибірським ботаніком, професором А. С. Ревушкиным в Західній Угорщині і в передгір'ях Альп;
- 1994 — Міжнародна експедиція в Швабському Альбі, Баварія, в Австрійських Альпах і льодовикових районах Північного Тіролю. Спільні роботи ТГПІ і Аугсбургського університету (ФРН), керівник російської групи;
- 1995 — Палеогляциологические і седиментологические дослідження в середній течії долини р. Рейн, Швейцарія, запрошений професор.

Експедиції в районах сучасного і давнього зледеніння у Східній та Центральній Антарктиді, на Памірі, в Австрійських і Бернських Альпах, а також в басейні середньої течії р. Рейн, у Швабському Альбі і в пониззі долини р. Іпн справили великий вплив на науковий світогляд Рудого. Виключно важливими в його наукової біографії виявилися дослідження розрізів і рельєфу північних передгір'їв Альп, зокрема, й тому, що саме в них розроблялися класичні альпійські схеми підрозділу плейстоцену Центральної Європи.
- 1997 (травень) — Оглядова експедиційна екскурсія в Західній Монголії спільно з професорами А. С. Ревушкиным (Томський університет) і Нямдаваа (Ховдский університет);
- 2004 — Геоморфологічна експедиція в басейні р. Іркут і на Іркут-Окинском межиріччі спільно з Е. Осиповим (Лимнологический інститут РАН, Іркутськ);
- 2001 — міжнародна Геологічна експедиція по Хакасії і Туві.
- 2012 (березень) — експедиція на території Намібії.

## Наукові концепції

### Теорія дилювиального морфолитогенеза
Відкриття Рудим в долинах річок Чуї і Катуні на Алтаї геолого-геоморфологічних слідів систематичних катастрофічних гляціальним суперпаводков — дилювиальных потоків-мегафладов (в їх числі — гігантських знаків брижі течії, дилювиальных валів і терас, «сухих водоспадів», спиллвеев та інших форм), витрати яких перевищували 18 млн м3/с, а швидкість досягали майже 50 м/с, і які формували центрально-азійський скебленд (за піонерної термінології автора), зруйнував більш ніж 60-літній уявлення про унікальність грандіозних проривів описаного у всіх сучасних підручниках північноамериканського плейстоценового озера Міссула. Досліджені і часто вперше термінологічно визначені Рудим дилювиальные процеси (як і нове значення самого терміна «дилювий») з розряду феноменальних встали в ряд нормальних екзогенних процесів рельефообразования, що виробляють в певних ороклиматических умовах колосальну геологічну роботу в дуже короткі проміжки часу — хвилини, години, дні.
Наслідки цієї роботи порівнянні з результатами таких природних катастроф, як землетруси, цунамі і вулканізм. До цих поглядів з часом принципово приєдналися й інші відомі фахівці: М. Р. Гросвальд, В. А. Вовків, В. о. Бутвиловский, Р. Р. Русанов, В. Зольников, А. А. Мистрюков, В. Р. Бейкер, П. А. Карлінг, Матіас Кулле, Р. Комацу, Юрген Хергет, Е. Браун, К. Ройтер, Л. В. Шеньк, П. Хуггенбергер, К. Зігенталєр та інші, число яких з кожним роком збільшується, збільшується і кількість публікацій на цю тему, в тому числі і посилань в міжнародних університетських підручниках і фундаментальних наукових монографіях. Однак у цієї теорії є і послідовні опоненти, головним чином — у Росії. Новітня критика цих поглядів в Росії представлена Р. Р. Русановим і Ю. Хергетом в міжнародної наукової преси.
Нові дані, отримані Рудим з колегами, показали, що реконструйовані дилювиальные потоки з Чуйско-Курайского льодовиково-подпрудного озера були найбільш потужними з відомих потоків прісної води на Землі. Стаття в журналі Science і подальші публікації на заході А. Н. Рудого, П. Е. Карлінга та інших вчених викликали великий інтерес у фахівців усього світу, оскільки наукова спільнота дізналася, що Американський континент більше не є єдиним у світі «володарем» унікальних льодовиково-подпрудних озер, скиди яких створювали скэбленды Британської Колумбії. На ці роботи майже негайно відреагували і іноземні мас-медіа.
У 2001 році з Красноярська в Туву і далі вгору по Єнісею відправився міжнародний польовий симпозіум ГЛОКОП (GLOCOPH) для знайомства з дилювиальным рельєфом Туви, в якій брали участь геоморфологи і гідрологи з усіх континентів (окрім Антарктиди).
Концепція дилювиального морфолитогенеза, захищена її автором першої в СРСР такого роду кандидатської дисертації (1987), вже оформленої у вигляді теорії через 8 років була захищена в Інституті географії РАН в якості докторської на тему «Четвертинна гляціогідрологія гір Центральної Азії». Саме в цій дисертації було обґрунтовано і захищено положення про необхідність розробки нового міждисциплінарного наукового напряму, в рамках якого і розроблялася авторська теорія. Міжнародне наукове співтовариство обговорював цю теорію на Конгресі Міжнародного союзу з вивчення четвертинного періоду (ИНКВА) у Берліні в серпні 1995 року, коли Рудою вперше особисто представив її на найвищому науковому форумі палеогеографов, палеогляциологов і геологів-четвертичников світу.
Теорія дилювиального морфолитогенеза Рудого, в основі якої лежить положення про зв'язок гляціального і дилювиального процесів, дозволяє виявляти останні в схожих з вивченими палеогляциогидрологических ситуаціях в будь-яких регіонах Землі та інших планет (зокрема, на планеті Марс) і реконструювати та прогнозувати на будь-які хронологічні зрізи.

### Концепція проналедных ледоемах. «Спіймані» озера
Розвинувши висловлену в 1930 р. на Геологічному з'їзді в Ташкенті ідею радянського геолога В. П. Нехорошева (1893-1977), Рудою висунув концепцію про ледоемах наледного типу. Відповідно до цієї концепції, ледоемы являють собою не тільки резервуари, в яких накопичуються глетчерные льоди з гірського обрамлення улоговин (так звані класичні ледоемы Нехорошева, як позначив їх Рудою), але і принципово нові морфогенетичні типи зледеніння. Коли снігова лінія опускається нижче дзеркала прильодовикових озер, останні потрапляють в зону живлення льодовиків і самі стають гігантськими центрами зледеніння (позитивна інверсійна льодовикова морфоскульптура). Озера стають спійманими». Наледные ледоемы і «спіймані» озера в даний час встановлені для льодовикового плейстоцену Алтаю, Канади, Тань-Шань та ін Рудою створив перші роботи про всіх раніше відомих і відкритих їм вперше четвертинних ледоемах гірських країн і склав їх першу класифікацію.
Автор понад 200 наукових і науково-популярних праць і підручників, у тому числі — десятка книг.
Обрані роботи:
- Рудой А. Н. К диагностике годичных лент в озерно-ледниковых отложениях Горного Алтая // Известия Всесоюзного географического общества, 1981. — Т. 113. — Вып. 4. — С. 334—339.
- Рудой А. Н. О возрасте тебелеров и времени окончательного исчезновения ледниково-подпрудных озёр на Алтае // Известия Всесоюзного географического общества, 1988. — Т. 120. — Вып. 4. — С. 344—348.
- Рудой А. Н. Режим ледниково-подпрудных озёр межгорных котловин Южной Сибири // Материалы гляциологических исследований, 1988. — Вып. 61. — С. 36-34.
- Рудой А. Н., Галахов В. П., Данилин А. Л. Реконструкция ледникового стока верхней Чуи и питание ледниково-подпрудных озёр в позднем плейстоцене // Известия Всесоюзного географического общества, 1989. — Т. 121. — Вып. 2. — С. 236—244.
- Baker V.R., Benito G., Rudoy A.N. Paleohydrology of late Pleistocene Superflooding, Altay Mountains, Siberia // Science, 1993. — Vol. 259. — Р. 348—352.
- Rudoy A.N., Baker V.R. Sedimentary Effects of cataclysmic late Pleistocene glacial Flooding, Altai Mountains, Siberia // Sedimentary Geology, 1993. — Vol. 85. — No. 1—4. — Р. 53-62.
- Рудой А. Н. Скейбленд Центральной Азии // Природа, 1994. — Вып. 8. — С. 3-20.
- Рудой А. Н., Кирьянова М. Р. Озерно-ледниковая подпрудная формация и четвертичная палеогеография Алтая // Известия Русского географического общества, 1994. — Т. 126. — Вып. 6. — С. 62—71.
- Рудой А. Н. Геоморфологический эффект и гидравлика позднеплейстоценовых йокульлаупов ледниково-подпрудных озёр Южной Сибири // Геоморфология, 1995. — Вып. 4. — С. 61—76.
- Рудой А. Н.. Кирьянова М. Р. Эрозионные террасы и экзогенная геоморфология Северо-Восточного Сайлюгема, бассейн Чуйской котловины, Алтай // Геоморфология, 1996. — Вып. 1. — С. 87—96.
- Рудой А. Н., Бейкер В. Р. Палеогидрология скейбленда Центральной Азии // Материалы гляциологических исследований, 1996. — Вып. 80. — С. 103—115.
- Grosswald M.G., Rudoy A.N. Quaternary Glacier-Dammed Lakes in the Mountains of Siberia // Polar Geography, 1996. — Vol.20. — Iss.3. — P.180—198.
- Словарь геологических терминов и понятий(соавтор)
- Гросвальд М. Г., Рудой А. Н. Четвертичные ледниково-подпрудные озера в горах Сибири // Известия РАН. Серия географическая, 1996. — Вып. 4. — С. 112—126.
- Рудой А. Н. Основы теории дилювиального морфолитогенеза // Известия Русского географического общества, 1997. — Т. 129. — Вып. 1. — С. 12—22.
- Rudoy A.N. Mountain Ice-Dammed Lakes of Southern Siberia and their Influence on the Development and Regime of the Runoff Systems of North Asia in the Late Pleistocene. Chapter 16. (P. 215—234.) — Palaeohydrology and Environmental Change / Eds: G. Benito, V.R. Baker, K.J. Gregory. — Chichester: John Wiley & Sons Ltd, 1998. 353 p. ISBN 0-471-98465-5
- Рудой А. Н. Феномен Антарктиды. — Томск: STT, 1999. — 128 с. — ISBN 5-7237-009 (ошибоч.)Шаблон:Некорректный ISBN
- Рудой А. Н. . — № 9.
- Рудой А. Н., Лысенкова З. В., Рудский В. В., Шишин М. Ю. Укок (прошлое, настоящее, будущее) / Ред. В. В. Рудский и А. Н. Рудой. — Барнаул: Алтайский университет, 2000. — 174 с. ISBN 5-7904-0147-3
- Рудой А. Н. Четвертичные ледоемы гор Южной Сибири // Материалы гляциологических исследований, 2001. Вып. 90. С. 40—49.
- Рудой А. Н. Геологическая работа четвертичных гляциальных суперпаводков. Формы дилювиальной эрозии и эворзии // Известия Русского географического общества, 2001. — Т. 133. — Вып. 4. — С. 31—40.
- Рудой А. Н. Гидравлические характеристики и возможная геохронология четвертичных гляциальных суперпаводков на Алтае // Известия Русского географического общества, 2001. — Т. 133. — Вып. 5. — С. 30—41.
- Рудой А. Н. Обратная сторона Луны? // Алтайский вестник, 2002. — № 2. — С. 52 — 64.
- Rudoy A.N. Glacier-Dammed Lakes and geological work of glacial superfloods in the Late Pleistocene, Southern Siberia, Altai Mountains // Quaternary International, 2002. — Vol. 87/1. — P. 119—140.
- Рудой А. Н. . — Т. 4(36).
- Рудой А. Н. . — Т. 6(43).
- Рудой А. Н. Гигантская рябь течения (история исследований, диагностика и палеогеографическое значение) — Томск: ТГПУ, 2005. — 228 с.
- Основы почвоведения (учебник для ВУЗов) / Ред. С. П. Кулижский и А. Н. Рудой. — Томск: ТГПУ, 2005. — 408 с. ISBN 5-89428-158-X
- Рудой А. Н. Гигантская рябь течения (история исследований, диагностика и палеогеографическое значение) // Материалы гляциологических исследований, 2006. — Вып. 101. — С. 24—48.
- Рудой А. Н., Земцов В. А. Новые данные моделирования гидравлических характеристик позднечетвертичных дилювиальных потоков из Чуйского и Курайского ледниково-подпрудных озёр на Алтае // Лед и снег, 2010. — № 1 (109). — С. 111—118.
- Рудой А. Н., Русанов Г. Г. Последнее оледенение в бассейне верхнего течения реки Коксы. — Бийск: «АГАО», 2010. — 148 с. ISBN 978-5-85127-594-4
- Рудой А. Н., Русанов Г. Г. Последнее оледенение Северо-Западного Алтая. Бассейн реки Коксы. — Томск: Изд-во НТЛ, 2010. — 240 с.: илл. ISBN 978-5-89503-474-3

## Нагороди і відзнаки
- 1983 — відзнака ВЦРПС «За досягнення в самодіяльному мистецтві».
- 2002 — почесний працівник вищої професійної освіти Російської Федерації.
- 2002 — медаль «За заслуги в галузі освіти» Томського державного педагогічного університету.
- 2003 — медаль «За заслуги перед Томський державним університетом».
- 2004 — медаль «За заслуги перед містом. На честь 400-річчя міста Томська».
- 2010 — почесна грамота адміністрації Томської області[36].